# Androsace gracilis
Androsace gracilis är en viveväxtart som beskrevs av Hand.-mazz. Androsace gracilis ingår i släktet grusvivor, och familjen viveväxter. Inga underarter finns listade i Catalogue of Life.